# مناس ۳۳۴۹
سیارک ۳۳۴۹ (به انگلیسی: 3349 Manas، نامگذاری:1979FH2) سه هزار و سیصد و چهل و نهمین سیارک کشف شده‌است که در ۲۳ مارس ۱۹۷۹ کشف شد.
قدر مطلق سیارک برابر ۱۲٫۷۰ است.